# No Limit Top Dogg
No Limit Top Dogg je četvrti studijski album repera Snoop Dogg-a. Samo 1999. godine prodano je 1 503 865 primjeraka albuma [nedostaje izvor].
Gosti na albumu su Xzibit, Dr. Dre, Nate Dogg, Jewell, DJ Quik, Mia X i mnogi drugi.

## Popis pjesama
Sve pjesme označene sa * producirao je Meech Wells
1. Dolomite (Intro)  (Rudy Ray Moore)
2. Buck 'Em  (zajedno s Sticky Fingaz)  (Producent Dr. Dre)
3. Trust Me  (zajedno s Suga Free, Sylk-E. Fyne) (Producent Bud'da)
4. My Heat Goes Boom *
5. Dolomite (Interlude)  (Rudy Ray Moore)
6. Snoopafella  (Producent Ant Banks)
  - Uzorak "Dazz" by Brick
  - Uzorak "No Vaseline" od Ice Cube
7. In Love With A Thug *
  - Uzorak "Moments In Love" od Art Of Noise
8. G Bedtime Stories *
9. Down 4 My Niggaz (zajedno s C-Murder, Magic) (Producent KLC)
10. Betta Days (Producent Meech Wells i Def Jeff)
11. Somethin' Bout Yo Bidness (zajedno s Raphael Saadiq)
12. Bitch Please  (zajedno s Xzibit, Nate Dogg)  (Producent Dr. Dre)
13. Doin' Too Much (Producent DJ Quik)
14. Gangsta Ride (zajedno s Silkk the Shocker) *
15. Ghetto Symphony (zajedno s Mia X, Fiend, C-Murder, Silkk The Shocker, Mystikal, Goldie Loc) (Producent KLC)
16. Party With a D.P.G. (Producent Jelly Roll)
  - Uzorak "Shining Star" od Earth, Wind & Fire
17. Buss'n Rocks (Producent DJ Quik)
  - Uzorak "Theme From The Black Hole" od Parliament (Credited)
  - Uzorak "Agony Of Defeet" od Parliament (Uncredited)
18. Just Dippin' (zajedno s Dr. Dre, Jewell)  (Producent Dr. Dre)
19. Don't Tell (zajedno s Warren G, Mausberg, Nate Dogg) (Producent DJ Quik)
20. 20 Minutes (zajedno s Goldie Loc)
21. I Love My Momma *

## Top liste

### Singlovi
| Naziv                                    | Pozicija na top listama | Pozicija na top listama | Pozicija na top listama | Pozicija na top listama         | Pozicija na top listama            | Pozicija na top listama | Direktor videa              |
| Naziv                                    | SAD Hot 100             | SAD R&B / Hip-Hop       | Tokio Hot 100           | Radio & Records Airplay - Urban | Radio & Records Airplay - Rhythmic | Jam FM Charts, Germany  | Direktor videa              |
| "G Bedtime Stories"                      | -                       | -                       | -                       | -                               | -                                  | -                       | Gee Bee                     |
| "Bitch Please"                           | 77                      | 26                      | 42                      | 17                              | 23                                 | -                       | Dr. Dre & Phillip G. Atwell |
| "Buck 'Em"                               | -                       | -                       | -                       | -                               | -                                  | -                       | J. Jesses Smith             |
| "Down 4 My N'z"                          | -                       | 29                      | -                       | -                               | -                                  | -                       | J.J. Smith                  |
| "Don't Tell" (from Doggystyle DVD)       | -                       | -                       | -                       | -                               | -                                  | 5                       | Michael Martin              |
| "Just Dippin'"                           | -                       | -                       | -                       | -                               | -                                  | -                       | Phillip G. Atwell           |
| "Snoopafella" (as The Baller Doggy Dogg) | -                       | -                       | -                       | -                               | -                                  | -                       | -                           |

### Album
|               | Album na top listama |                         |           |                   |                    |                   |                    |                     |
| Billboard 200 | Billboard R&B 100    | Billboard Year end 1999 | UK Top 75 | Francuska Top 150 | Australija Top 100 | Kanada Top 100    | RIAA certifikacija |                     |
| Pozicija      | 2                    | 1                       | 81        | 48                | 53                 | 48                | 10                 | platinasta          |
| Datum         | 29. svibnja 1999.    | 29. svibnja 1999.       | 1999.     | 05. lipnja .1999. | 20. siječnja 2001. | 29. svibnja 1999. | 29. svibnja 1999.  | 13. listopada 1999. |